# BiSのビッスン?
『BiSのビッスン?』（ビスのビッスン?）は、2013年1月6日 - 2014年7月5日までラジオ日本で放送されていたラジオ番組。

## 概要
女性アイドルグループBiSのメンバーがパーソナリティを務める30分番組。毎回メンバーから数名または全員が登場し、コーナーやお便りを紹介しながら進行する。
番組名は、文化放送の『リッスン? 〜Live 4 Life〜』に由来しており、皆に愛されるアイドル番組にしたいという思いが込められている。

## 放送日時
- 2013年1月6日 - 2013年3月31日：毎週日曜24:00 - 24:30
- 2013年4月6日 - 2014年7月5日：毎週土曜26:30 - 27:00

## 出演者
- プー・ルイ
- ヒラノノゾミ
- カミヤサキ
- テンテンコ
- ファーストサマーウイカ
- コショージメグミ

過去の出演者
- テラシマユフ
- ミチバヤシリオ
- ワキサカユリカ

## コーナー
- ふつおた

番組の感想や応援メッセージなど、普通のお便りを紹介するコーナー。
- DJノゾミ

音楽フリークであるヒラノノゾミが、リスナーからのお便りをもとにその人にピッタリの曲を選曲する。
- テンテンコの激おこプンプン映画まる!!

リスナーからの懺悔のメールをテンテンコに怒ってもらい、その人の心境に合った映画を紹介する。
- ファーストサマーウイカのエロエロAV講座

ファーストサマーウイカの得意分野であるAVに関して勉強する。BGMはきゃりーぱみゅぱみゅの「きゃりーANAN」が使用されていた。
- サキ様のこれがアニメだ!

アニメ好きであるカミヤサキが、おすすめアニメを紹介する。
- コショージメグミのクレーム承りました!

コショージメグミが研究員(BiSファンの呼称)やメンバーに対して行った「フショージ(不祥事)」を振り返る。
- 締めの一言

番組の最後に言って欲しい一言をリスナーから募集し、メンバーに言ってもらうコーナー。
終了したコーナー
- ゆふキャラ名鑑

テラシマユフが、全国各地のゆるキャラの魅力を伝える。
- ワッキーのM-1（仮）

お笑い好きのワキサカが、オススメのお笑い芸人を紹介するコーナー。しかし番組開始直後にワキサカが脱退した為、1回行っただけで（仮）が取れぬまま終了した。
- ミッチェルのアイドル研究会?

ミチバヤシリオがアイドルをリスナーと一緒に研究する。ところが、途中で恋愛や性に関する質問コーナーに変更されている。その他、下ネタ全開のフリートークやリスナーへの電話など、やりたい放題のコーナーであった。
- ファーストサマーウイカのヲタクの掟

ヲタク文化に疎いウイカが、リスナーにアイドル現場におけるヲタク達の掟を教授してもらうというコーナー。しかしメールが1通も来ず、1回で終了。その後上記のAV講座へと変更された。

## エピソード
- 2013年1月6日の初回放送で、プー・ルイ、ヒラノノゾミ、テラシマユフが文化放送を訪問。ラジオ番組『リッスン? 〜Live 4 Life〜』のプロデューサーから番組名の使用許可を得た。
- 2014年6月28日の放送では、BiSのグループ解散に伴い番組の終了も間近ということで、グループやメンバーと交流のある菊地亜美(アイドリング!!!)、ゲッターズ飯田、吉田豪、マキタスポーツ、キュウソネコカミ、高橋愛からコメントが届いた。

## ゲスト
- 吉田豪
- うなりくん
- ゲッターズ飯田